# Antonov An-26
O Antonov An-26 (código NATO: Curl) foi um avião de transporte leve com dupla hélice. O Antonov An-26 é de uso civil e  militar, desenvolvido do An-24.